# Duhallow A.D.S. Cemetery
Duhallow A.D.S. Cemetery is een Britse militaire begraafplaats met gesneuvelden uit de Eerste Wereldoorlog, gelegen in de Belgische stad Ieper. De begraafplaats ligt ten noorden van de stadskern en ligt net als Essex Farm Cemetery, dat een halve kilometer verder noordwaarts ligt, tussen de Diksmuidseweg en het kanaal Ieper-IJzer. Ze werd ontworpen door Reginald Blomfield en wordt onderhouden door de Commonwealth War Graves Commission. Het terrein heeft een rechthoekig grondplan met een oppervlakte van ongeveer 5.060 m² en wordt grotendeels omgeven door een haag. Centraal vooraan staat het Cross of Sacrifice en achteraan de Stone of Remembrance.
Er worden 1.602 doden herdacht, waarvan 234 niet geïdentificeerd konden worden.

## Geschiedenis
Ten noorden van Ieper bevond zich tijdens de oorlog het "Duhallow Advanced Dressing Station" (A.D.S.), een medische post, waar gewonden de eerste zorgen kregen. Overledenen werden ook daar begraven. De begraafplaats werd aangelegd vanaf juli 1917, tijdens de Slag om Pilckem Ridge bij het begin van de Derde Slag om Ieper. Na de oorlog werd de begraafplaats uitgebreid met 633 doden uit de omliggende slagvelden en uit de begraafplaatsen Malakoff Farm Cemetery in Brielen en Fusilier Wood Cemetery in Hollebeke. Uit deze twee begraafplaatsen worden hier 39 doden herdacht wiens graven vernield werden door artillerievuur. Hun grafstenen staan gegroepeerd rond twee Duhallow Blocks. Deze gedenkstenen zouden voor het eerst op deze begraafplaats gebruikt zijn en daar hun naam aan danken. Later werden ook op andere Britse begraafplaatsen Duhallow Blocks geplaatst.
Er liggen 1.602 doden waaronder 1.470 Britten (waarvan er 218 niet geïdentificeerd konden worden), 26 Australiërs (waarvan 13 niet geïdentificeerde), 38 Canadezen, 1 Indiër, 6 Nieuw-Zeelanders, 3 Zuid-Afrikanen, 1 Belg, 2 Fransen en 54 Duitsers (waaronder 3 niet geïdentificeerde). Later werd er nog één Britse gesneuvelde uit de Tweede Wereldoorlog bijgezet.
Deze begraafplaats werd in 2009 als monument beschermd.

## Graven
- Soldaat Antoine Vandercam is de enige Belg die hier begraven ligt. Hij sneuvelde te Brielen op 19 oktober 1918 in de leeftijd van 28 jaar.

### Onderscheiden militairen

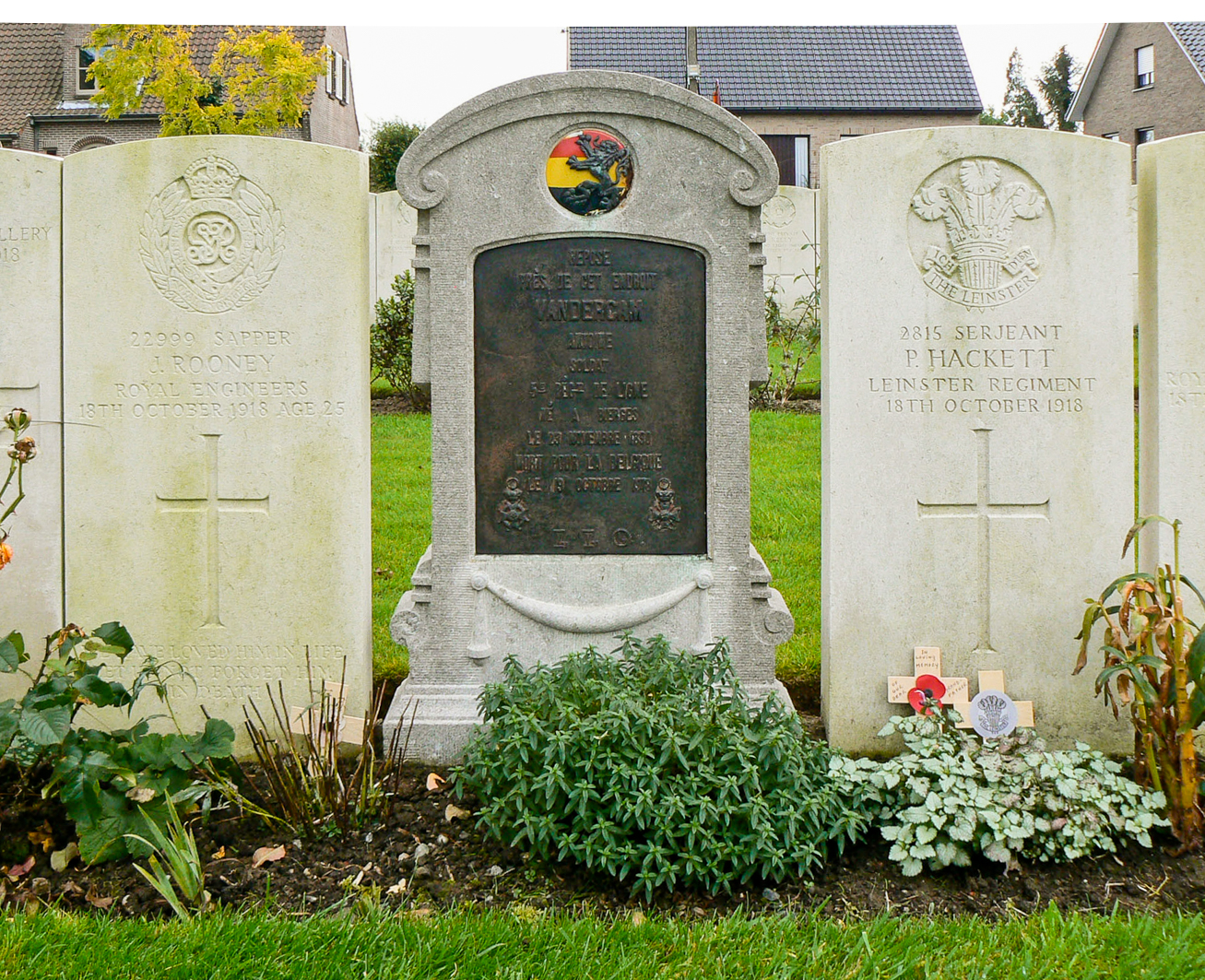
Belgisch graf

- Gordon Daubeney Gresley Elton, kapitein bij de Royal Irish Fusiliers werd onderscheiden met de Distinguished Service Order en het Military Cross (DSO, MC).
- Henry Glissold, majoor bij de Royal Engineers werd onderscheiden met de Distinguished Service Order (DSO).
- Albert E. Taylor, onderluitenant bij het Royal Newfoundland Regiment werd tweemaal onderscheiden met het Military Cross en de Distinguished Conduct Medal (MC and Bar, DCM).
- majoor William Lindsay Shaw, de kapiteins C. Powell, L.M. Bayly, Edwin Lewis Renbow, Henry Parks Withworth en Matthew Henry Gibson werden onderscheiden met het Military Cross (MC), waarbij de laatstgenoemde tweemaal (MC and Bar).
- de luitenant Frederick C. Mundy en de onderluitenant A.S. Blacklaws werden onderscheiden met het Military Cross (MC).
- Henry Thomas Sheldrake, sergeant bij het Military Police Corps werd onderscheiden met de Meritorious Service Medal (MSM).
- de sergeanten A. Boyd, Charles Isidore Laugeard en C.W. Roe werden onderscheiden met de Distinguished Conduct Medal (DCM), de laatstgenoemde ontving ook nog de Military Medal (MM).
- nog 35 militairen ontvingen de Military Medal (MM). De korporaals James George W. Hagen en A. Kerr ontvingen deze onderscheiding tweemaal (MM and Bar).

### Minderjarige militairen
- de kanonniers Albert Edward Chenery en Lawrence Fenlon en de geleiders James Newall en H.W.G. Perry, allen van de Royal Field Artillery, waren 17 jaar toen ze sneuvelden.

### Aliassen
- kanonnier Thomas Charles Smith diende onder het alias T.C.S. Charlton bij de Royal Field Artillery.
- schutter Harry Maynard Chandler diende onder het alias H.M. Bellman bij de Royal Irish Rifles.
- soldaat Linden Edward Wooster diende onder het alias William Thomas Scott bij de Lancashire Fusiliers.
- soldaat Charles McMurray diende onder het alias Charles Murray bij de Black Watch (Royal Highlanders).
- soldaat George Thomson diende onder het alias M. Nichol bij de Royal Dublin Fusiliers.
- soldaat J. Forbes diende onder het alias J. Ward bij de The Queen's (Royal West Surrey Regiment).

### Gefusilleerde militair
- Soldaat John Seymour van het 2nd Bn. Royal Inniskilling Fusiliers werd wegens desertie gefusilleerd op 24 januari 1918. Hij was op 27 november 1917 niet op het appel verschenen.[3]